# Земя Макробъртсън
Земя Мак. Робъртсън (на английски: Mac. Robertson Land) е територия от Източна Антарктида, простираща се между 67°15’ и 71°15’ ю.ш. и 60° и 72°30’ и.д., покрай Индоокеанския сектор на Южния океан. На запад граничи със Земя Ендърби, а на изток – със Земя принцеса Елизабет. Западната ѝ част носи названието Бряг Моусън, а източната – Бряг Ларс Кристенсен.

## Географска характеристика

### Брегове
Бреговата линия на Земя Мак. Робъртсън е слабо разчленена и изцяло попада в акваторията на море Съдружество. Отделни части от брега не са заледени и има открити скали. От запад на изток се редуват малки и слабо вдадени в сушата заливи: Тили, Ум, Утстикар, Холмевик, Нилсен, Шалоу и големия залив Маккензи (в крайната източна част) с вторичните заливи Дъглас, Торсхавън и Еванс. Най-характерния полуостров е Бьоркьооден. Източната част е заета от големия шелфов ледник Еймъри.

### Релеф
Земя Мак. Робъртсън е изцяло е покрита с континентален леден щит, дебелината на който на юг достига до 2000 – 2500 m. Над него стърчат отделни оголени върхове и нунатаки на значителни планински масиви, най-голям от които е планината Принц Чарлз, простираща се на повече от 500 km, от север на юг покрай западната част на огромния континентален ледник Ламберт, а от изток е платото Ло. В южната част на планината се издига връх Мензис 3335 m, най-високата точка на Земя Мак. Робътсън. В северозападната част, близо до крайбрежието е разположена планината Фрамнес (1760 m) и хребетите Кейси и Дейвид.

### Континентални ледници
Голямото понижение, разположено между планината Принц Чарлз на запад и платото Ло на изток е заето от един от най-големите континентални ледници на земята Ламберт, с дължина от близо 400 km, който се „влива“ в шелфовия ледник Еймъри. В ледника Ламберт от югозапад, запад и изток се „вливат“ множество други по-малки континентални ледници – Мелор, Колинс, Ейсен, Фишер, Стагнант, Немесис, Карибдис, Сила и др. 

## Историческа справка
Земя МакРобъртсън е открита през януари 1930 г. от британско-австралийско-новозеландската антарктическа експедиция (БАНЗАРЕ 1929 – 1931), възглавявана от Дъглас Моусън. Новооткрития бряг той наименува Земя Мак. Робъртсън в чест на шотландския магнат и филантроп, спонсор на експедицията Макферсън Робъртсън (1859 – 1945). Същата година източното крайбрежие е открито и първично изследвано от норвежка китобойна флотилия. 